# Antonia Zárate
Antonia Zárate Aguirre y Murguía, född 1775, död 1811, var en spansk skådespelare. Hon var engagerad vid de kungliga teatrarna i Madrid, Teatro de la Cruz och Teatro del Príncipe, mellan 1794 och 1811. 